# Myriolimon ferulaceum
Statice des salins
Espèce
Myriolimon ferulaceum, la Statice des salins, est une espèce de plantes de la famille des Plumbaginaceae

## Synonymes
- Limonium ferulaceum (L.) Chaz.[1]
- Myriolepis ferulacea (L.) Lledó, Erben & M.B. Crespo[1]
- Statice ferulacea L.[1]
- Taxanthema ferulacea (L.) Sweet[1]